# Sarona
Sarona var en  koloni grundlagt af det tyske Tempelgesellschaft (de) i Tel Aviv, Israel. Det er nu et kvarter i byen, men  var en af de tidligste moderne landsbyer etableret i Palæstina.
Sarona blev grundlagt  i 1871 nordøst for Jaffa da bevægelsen købte 60 hektar land af et græsk kloster.  Da mange af Templarsamfundets indbyggere var nazisympatisører før og under Anden Verdenskrig,  blev de interneret, og mange deporteret til Australien af det britiske mandatstyre. 
Siden  2003 har bystyret i  Tel Aviv arbejdet med at bevare og restaurere Sarona.